# Portada/article juliol 24

## Organismes ediacarians
Els organismes ediacarians són antigues formes de vida del període Ediacarià que representen els organismes pluricel·lulars complexos més antics coneguts. Aparegueren poc després que la Terra es desglacés després de l'extensa glaciació del Criogenià, i desaparegueren en gran part poc abans de la ràpida aparició de biodiversitat coneguda com a explosió cambriana, que veié la primera aparició en el registre fòssil dels patrons i morfologies bàsiques que més endavant formarien la base dels animals moderns. Poques coses de la diversitat dels organismes d'Ediacara serien incorporades a aquests patrons, i els distints organismes cambrians aparegueren i desplaçaren les formes de vida que havien dominat el registre fòssil ediacarià.
Els organismes ediacarians aparegueren per primera vegada fa uns 580 milions d'anys, i prosperaren fins l'inici del Cambrià fa 542 milions d'anys, quan desaparegueren les comunitats característiques de fòssils.